# Lethrus inermis
Lethrus inermis är en skalbaggsart som beskrevs av Edmund Reitter 1897. Lethrus inermis ingår i släktet Lethrus och familjen tordyvlar. Inga underarter finns listade i Catalogue of Life.